# NGC 7318
NGC 7318 est une paire de galaxies particulières, composante du Quintette de Stephan et située dans la constellation de Pégase. Sa vitesse par rapport au fond diffus cosmologique est de 5 876 ± 23 km/s, ce qui correspond à une distance de Hubble de 86,7 ± 6,1 Mpc (∼283 millions d'al). NGC 7318 a été découverte par l'astronome français Édouard Stephan en 1873.
- Notes : dans l'encadré ci-contre à droite, apparaissent en premier les données pour NGC 7318A, suivies, après « & » ou « / », de celles pour NGC 7318B (exemple : 5° & 99°). Cela ne concerne cependant pas les coordonnées célestes de la paire (ascension droite et déclinaison).

## Caractéristiques
NGC 7318 se compose de NGC 7318A à l'ouest et de NGC 7318B à l'est. La distance de Hubble de chacune de ces deux galaxies est égale à 93,45 ± 6,56 Mpc (∼305 millions d'al) et à 80,34 ± 5,66 Mpc (∼262 millions d'al), ce qui signifie qu'il s'agit en fait d'une paire optique et non d'une paire physique, les deux membres étant séparés d'environ 50 millions d'années-lumière.
Les dimensions physiques de NGC 7318A et B sont égales à environ 44,53 kpc (∼145 000 al) et à environ 35,63 kpc (∼116 000 al),.
La paire NGC 7318 est membre du groupe compact de Hickson 92 (HCG 92) et figure dans l'atlas des galaxies particulières d'Halton Arp sous la cote Arp 319,.

### Distances non basées sur le décalage vers le rouge
À ce jour, il existe en tout cinq mesures non basées sur le décalage vers le rouge (redshift) pour NGC 7318A et B (dont une seule pour NGC 7318B). Celles-ci donnent une distance de 71,200 ± 9,240 Mpc (∼232 millions d'al) pour la première galaxie et environ 60,000 Mpc (∼196 millions d'al) pour la seconde. Ces valeurs sont, dans les deux cas, à l'extérieur de celles de la distance de Hubble pour chacune des deux galaxies.

## NGC 7318 et le Quintette de Stephan

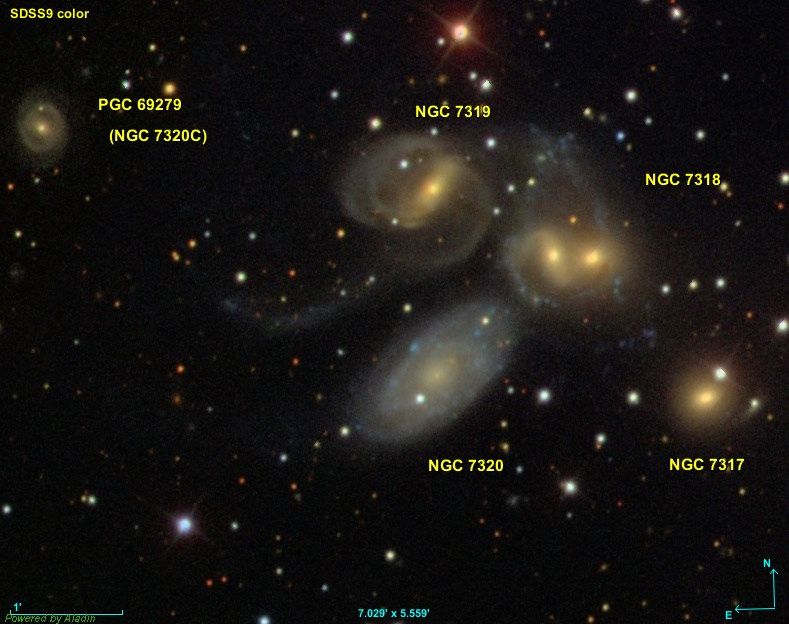
Vue des différents membres du Quintette de Stephan (image SDSS).

NGC 7318 est membre du Quintette de Stephan, un groupe compact de galaxies en interaction gravitationnelle. 
Des deux galaxies de la paire, NGC 7318B présente une morphologie particulière, désordonnée, avec un taux de formation d'étoiles élevé. On pense que cette galaxie traverse actuellement le milieu dense du Quintette, imprégné de débris de marée issus des interactions passé entre les autres galaxies du groupe. L'interaction entre NGC 7318B et ces débris, combinée à sa vitesse de déplacement fulgurante, a provoqué une onde de choc ayant disloqué le disque externe de la galaxie et donnée naissance à une vaste région de formation d'étoiles, principalement visible au nord et au sud-est (où elle prend la forme d'un arc de cercle),.
NGC 7318A, plus éloignée, apparaît de ce fait derrière le disque tourmenté de NGC 7318B.

## Galerie

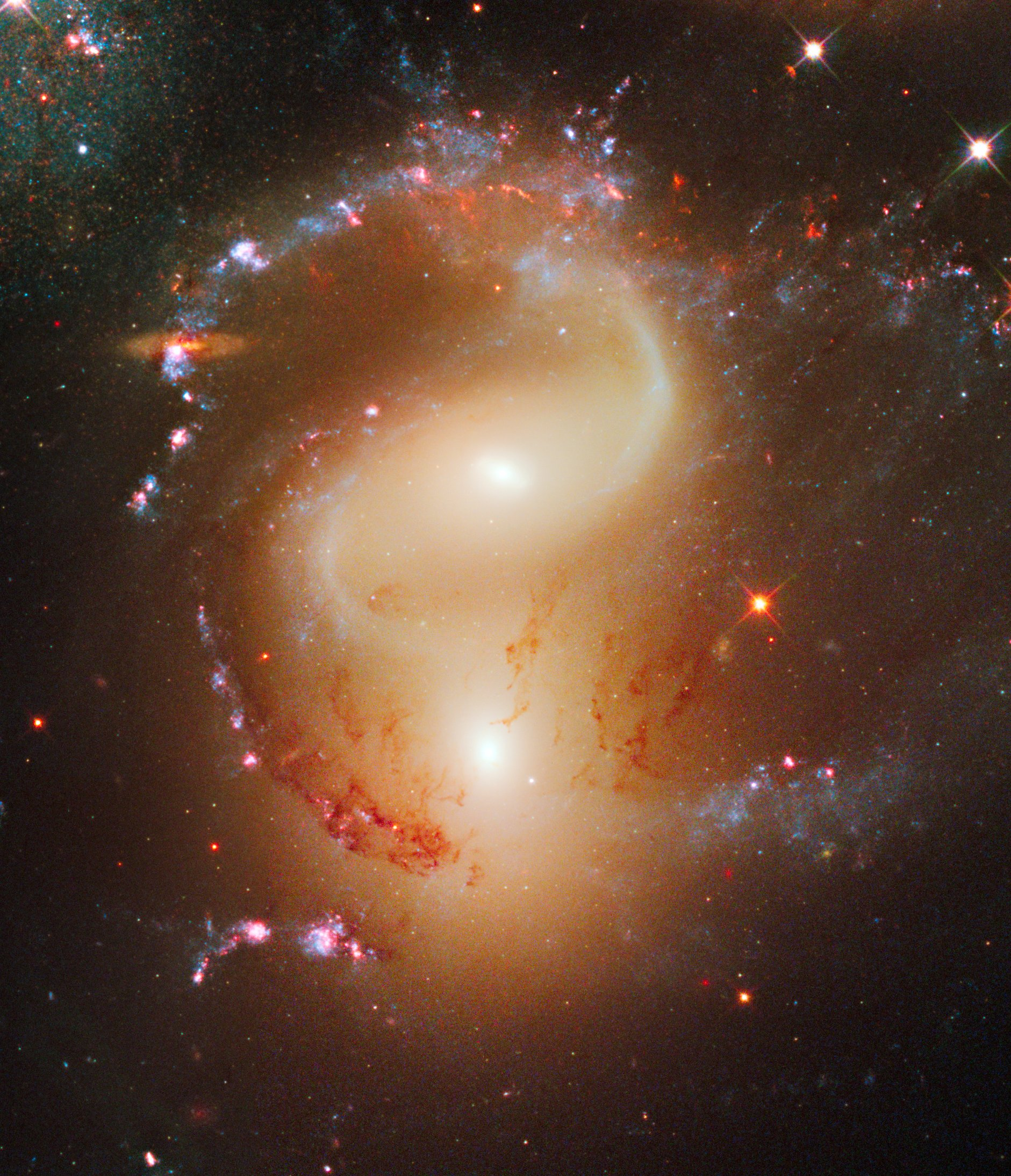
NGC 7318 imagée par le télescope spatial Hubble.
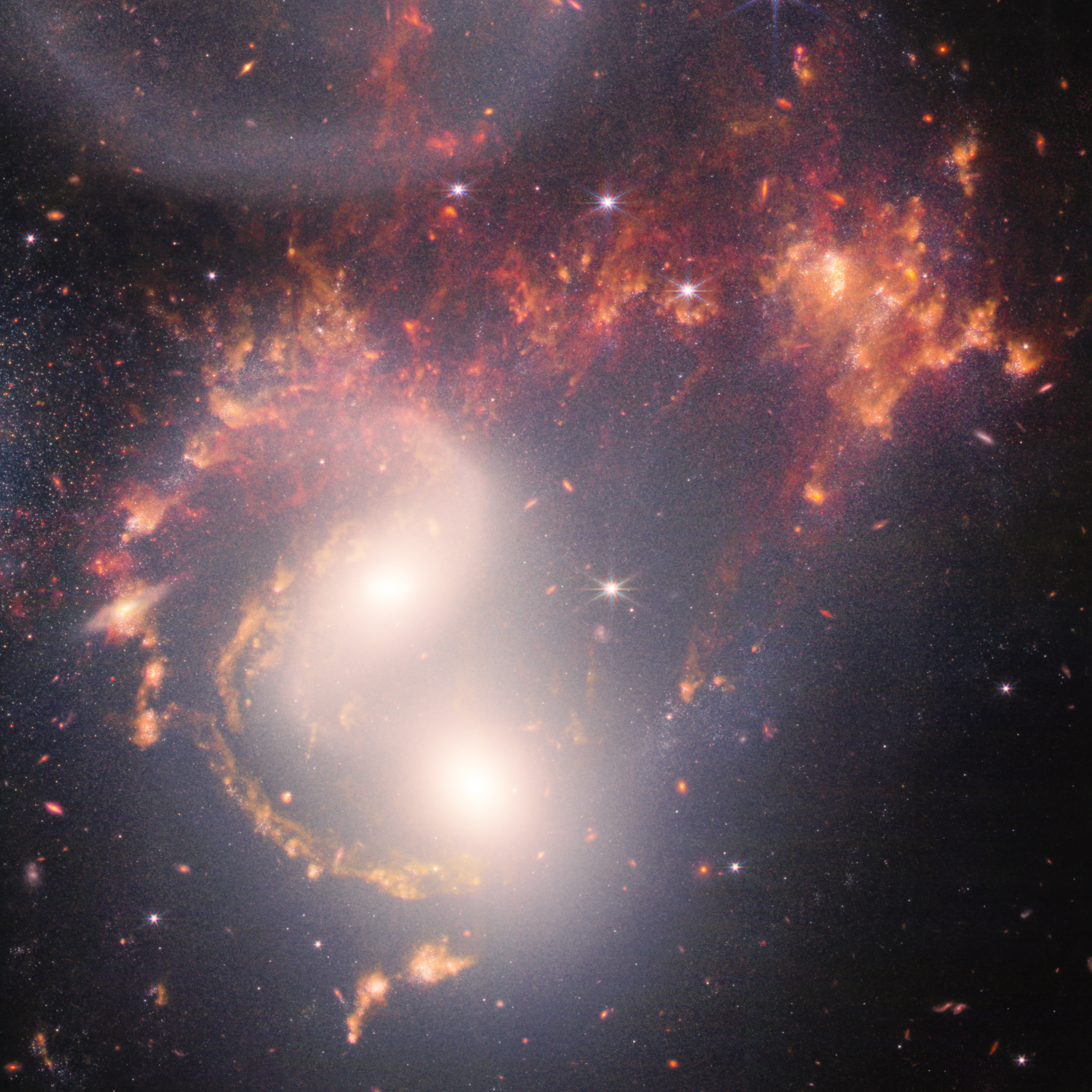
NGC 7318 imagée par le télescope spatial James Webb (2022)[b].